# Селиванов, Василий Васильевич
Василий Васильевич Селиванов (1813—1875) — русский писатель.

## Биография
Родился 28 февраля (12 марта) 1813 года в семье Зарайского уездного предводителя дворянства Василия Павловича Селиванова (13.04.1872—28.11.1856) и жены его (с 10.04.1801), Александры Петровны, урожденной фон Рехенберг (27.08.1784—07.03.1813). Кроме Василия в семье были старшие сыновья: Пётр (1802—1838); Павел (1803—1863); Алексей (1805—1861) — Георгиевский кавалер, полицмейстер, полковник в отставке, Рязанский губернский и Зарайский уездный предводитель дворянства в 1857—1860 гг.; Николай (1806—1819); Михаил (1808—1829); Илья (1810—1882) — действительный статский советник, член Московской судебной палаты.
С 1826 года воспитывался в Москве, в частном пансионе лектора немецкого языка Московского университета Фёдора Ивановича Кистера, где в это то же время учился также Т. Н. Грановский. В 1829 году, по окончании курса пансиона, поступил на службу, сначала юнкером Жандармского полка, а затем перешел в Казанский драгунский полк, с которым участвовал в Польской кампании 1830—1831 гг..
В 1843 году с чином капитана он вышел в отставку и поселился в деревне, где прожил 13 лет, занимаясь сельским хозяйством, сотрудничая в журналах и посвящая свои досуги археологии. Обладая способностями к живописи, он делал прекрасные рисунки российских древностей, но из них только один был издан и обратил на себя внимание знатоков.
В 1857 году поступил на службу в Палату государственных имуществ, но пробыл здесь лишь до 1859 года, перейдя в Московский воспитательный дом, где прослужил полицмейстером около 9 лет.
Затем вновь поселился в своём имении в Зарайском уезде: был уездным и губернским гласным, председателем училищного совета и непременным членом уездного по крестьянским делам присутствия. Будучи губернским гласным, он поднял несколько важных вопросов, в числе которых: необходимость уничтожения института мировых посредников, о средствах к ограничению пьянства и семейных разделов; в особенности настойчиво, но безуспешно, хлопотал об уничтожении телесных наказаний крестьян.
Умер в сельце Любаве от разрыва сердца в ночь с 11 на 12 (24) августа 1875 года и был похоронен 15 августа в селе Куково.

## Литературная деятельность
Ещё в пансионе Кистера, Василий Селиванов пробовал писать стихи. Позже, уже в 1834 году, он поместил в Альманахе «Досуги Марса» (СПб., 1834) — десять своих стихотворений с подписью В. С****.
В 1851 году он издал в Москве І-й выпуск (ставший единственным) «Рязанских древностей»: «Образ Николая Чудотворца Зарайского». Затем им были опубликованы рассказы и статьи:
- «Год русского земледельца» («Русская беседа». — 1856. — Кн. 2 и 4; 1857. — Кн. 3 и 4) — отрывки из этого сочинения были помещены во многих хрестоматиях и сборниках; переиздано в 1887;
- «День помещика» («Русская беседа». — 1858. — Кн. I);
- «Мирской сход» («Журнал землевладельцев». — 1858);
- «Чудотворный образ святителя Христова и чудотворца Николая Зарайского», с рисунком автора (М., 1860);
- «Песнь русскому царю» (М., 1866);
- «Обзор Московского Воспитательного дома» (М., 1866) — эта статья была перепечатана в «Материалах для Истории Императорского Московского Воспитательного дома», изданных Драшусовым: Вып. 2. — М., 1868;
- «Из давних воспоминаний» («Русский архив». — 1869. — С. 153—174);
- «Заметка о К. И. Бистроме» («Русский архив». — 1871. — С. 1297—1298);
- «Т. Н. Грановский. Воспоминание» («Русская старина». — 1878. — Т. XX. — С. 205—220);
- «Предания и воспоминания» («Историческая библиотека». — 1880; отд. изд.: СПб., 1881);
- «Записки офицера в Вознесенском походе 1837 года» (Рязань, 1892)

Печатался также статьи в «Рязанских губернских ведомостях» (1856. — № 16: «О значении лесов в России и их истреблении»), в «Сельском хозяйстве» (1856: «Деревенские сады»), в «Сельском благоустройстве» (1858: «Кое-что о рекрутской повинности»), а «Журналах Рязанского земского собрания» и «Владимирских губернских ведомостях» (1860). Значительное количество его сочинений осталось в рукописях.
В 1901—1902 гг. были изданы «Сочинения Василия Васильевича Селиванова» / под ред. и с примеч. Ал. Вас. Селиванова. — Владимир: типо-лит. Губ. правления: Том I; Том II.

## Семья
С 9 мая 1843 года был женат на Марии Дмитриевне Желтухиной (21.08.1824—30.10.1904). Их дети:
- Дмитрий (25.01.1844—19.01.1848)
- Владимир (12.04.1845—02.02.1880)
- Александра (16.07.1846—31.10.1851)
- Ольга (16.06.1847—02.12.1847)
- Дмитрий (1849—17.04.1911), был похоронен на Новодевичьем кладбище
- Алексей (23.06.1851—07.01.1915)
- Александра (03.01.1853—27.07.1890), с 21.01.1871 года замужем за капитаном генерального штаба Николаем Ивановичем Галаховым (ум. 23.10.1889)
- Ольга (27.03.1855—1900)
- Михаил (02.08.1859—14.03.1912)
- Надежда (1862—1862)
- Николай (28.12.1863—?)
- Сергей (25.01.1867—?)